# Plaques de matrícula de Xipre

Model actual de matrícula.

Les plaques de matrícula dels vehicles de la República de Xipre es componen des del juny de 2003 d'una combinació de tres lletres seguides de tres xifres (per exemple,  ABC 123), sent els caràcters de color negre sobre fons blanc tant a la placa anterior com posterior del vehicle. A l'espai central que separa la combinació de caràcters hi ha quatre dígits més petits que indiquen el mes i l'any en que ha estat registrat el vehicle per primer cop. S'utilitza un sistema de numeració incremental senzill i aleatori.
Després de l'entrada de Xipre a la Unió Europea l'any 2004, les plaques segueixen el format de plaques de matrícula de la UE amb dimensions de 520 mm × 110 mm, afegint una franja blava a l'esquerra on hi trobem la bandera de la UE i el codi internacional del país, CY en blanc.
Per a la combinació només s'utilitzen les dotze lletres, que coincideixen tant en l'alfabet llatí com en l'grec: A, B, E, H, K, M, N, P, T, X, Y i Z.

## Tipografia

FE-Schrift

A partir de 2013 es fa servir la font tipogràfica FE-Schrift (Fälschungserschwerende Schrift, en alemany) en substitució de la DIN 1415. Aquesta és la mateixa que utilitza Alemanya des del novembre de 2000 i Malta des del 2010. L'abreviatura FE derivada de l'adjectiu compost fälschungserschwerende que combina el nom Fälschung (falsificació) i el verb erschweren (obstaculitzar).
Es tracta d'una tipografia especialment desenvolupada per Karlgeorg Hoefer a petició de la policia alemanya per evitar que la manipulació de les plaques de matrícula no fos massa fàcil. La forma de les lletres i les xifres està especialment dissenyada per no permetre que, en un fons reflectant, la transformació d'una lletra o una xifra en una altra lletra o xifra mitjançant un adhesiu o un traç de pintura.

## Tipus

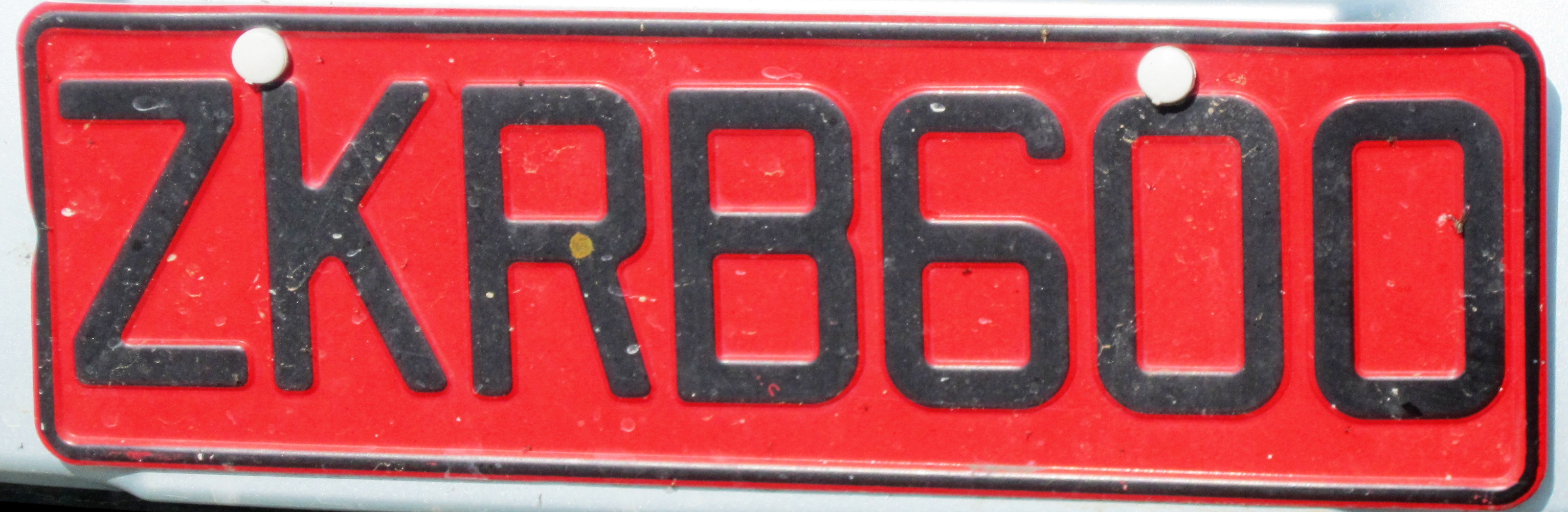
Matrícula de lloguer fins a 2013.

Els vehicles utilitzats com a taxi porten unes plaques amb la mateixa combinació però amb el fons de color groc. Antigament, i fins al 2013, portaven la lletra T com a prefix.
Els vehicles de lloguer també porten igual combinació però amb el fons vermell. Antigament, i fins al 2013, portaven la lletra Z com a prefix.

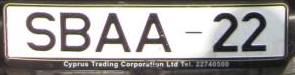
Model de matrícula amb les inicials SBAA.

Els vehicles de les bases britàniques d'Akrotiri i Dekélia porten una combinació formada per les inicials SBAA (de Sovereign Base Areas) seguides de dues xifres. La tipografia i el color són els mateixos que els de la República de Xipre.

## Història
1930 fins a 1950

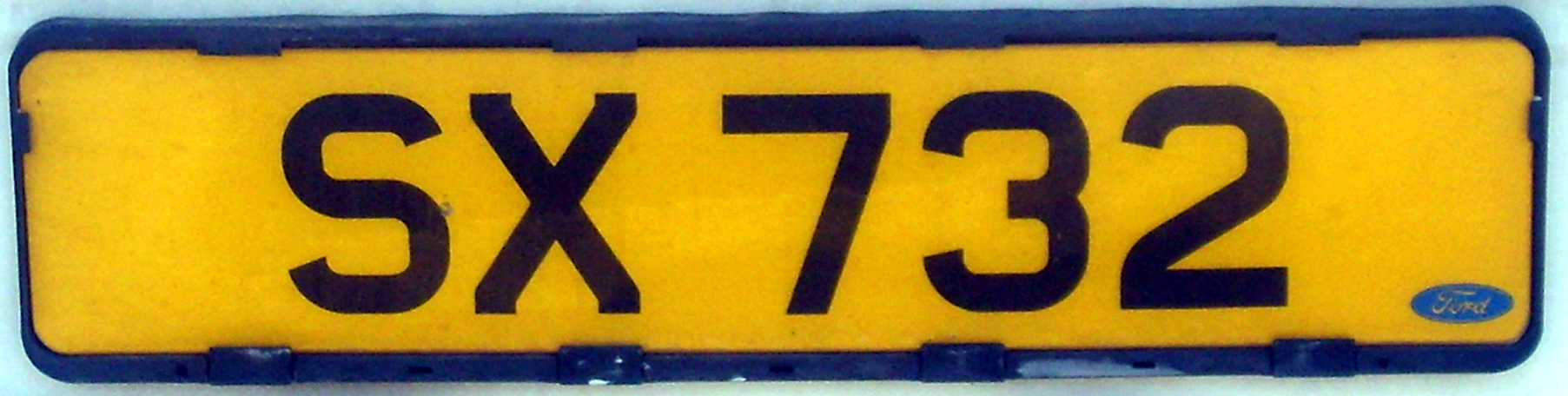
Model de matrícula del període 1956-1990.

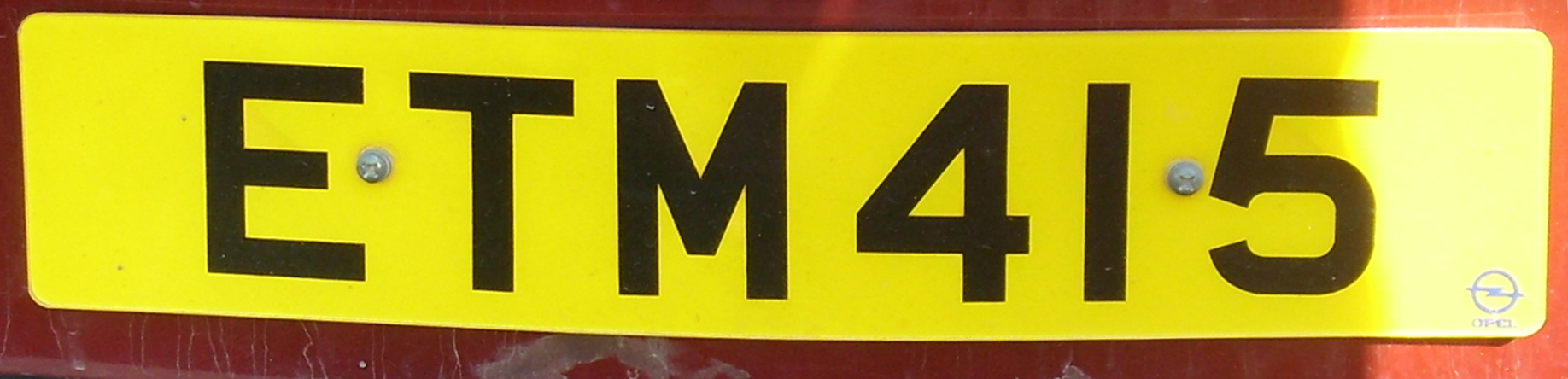
Model de matrícula del període 1990-2004.

Model de matrícula posterior durant el període 2003-2013.

Les matrícules expedides durant aquest període estan formades per una combinació de quatre xifres de color blanc sobre un fons de color negre (per exemple, 1234)
1950 fins a 1956
Les matrícules expedides durant aquest període afegeixen una lletra i s'elimina una xifra a la combinació, passant a tenir una lletra seguides de tres xifres. Es manté el color blanc dels caràcters sobre un fons de color negre (per exemple, A 123)
1956 fins a 1990
Les matrícules expedides durant aquest període afegeixen una lletra a la combinació, passant a tenir dues lletres seguides de tres xifres, mantenint en un principi el color blanc dels caràcters sobre un fons de color negre. A partir de 1973 hi ha un canvi de colors, passant a un fons groc amb caràcters negres (per exemple, AB 123)
1990 fins a 2004
Les matrícules expedides durant aquest període afegeixen una lletra més a la combinació, passant a tres lletres seguides de tres xifres. El color dels caràcters passa a ser negre i el fons a color groc en les matrícules posteriors i a color blanc en les del davant (per exemple, ABC 123)
2003 fins a 2013
Durant aquest període i a partir de 2005, any d'admissió del país a la Unió Europea, entra en vigor la inclusió de la franja blava de la UE per a les noves matrícules passant a seguir el format de plaques de matrícula de la UE, però encara conserva el fons de la matrícula de color groc per a les matrícules col·locades al darrere del vehicle. Aquest model continua sent vàlid actualment, igual que la combinació de tres lletres i tres xifres (per exemple,  ABC 123)